# Leptogaster eudicrana
Leptogaster eudicrana là một loài ruồi trong họ Asilidae. Leptogaster eudicrana được Loew miêu tả năm 1874. Loài này phân bố ở vùng Tân Bắc giới.